# Dirk von Lowtzow

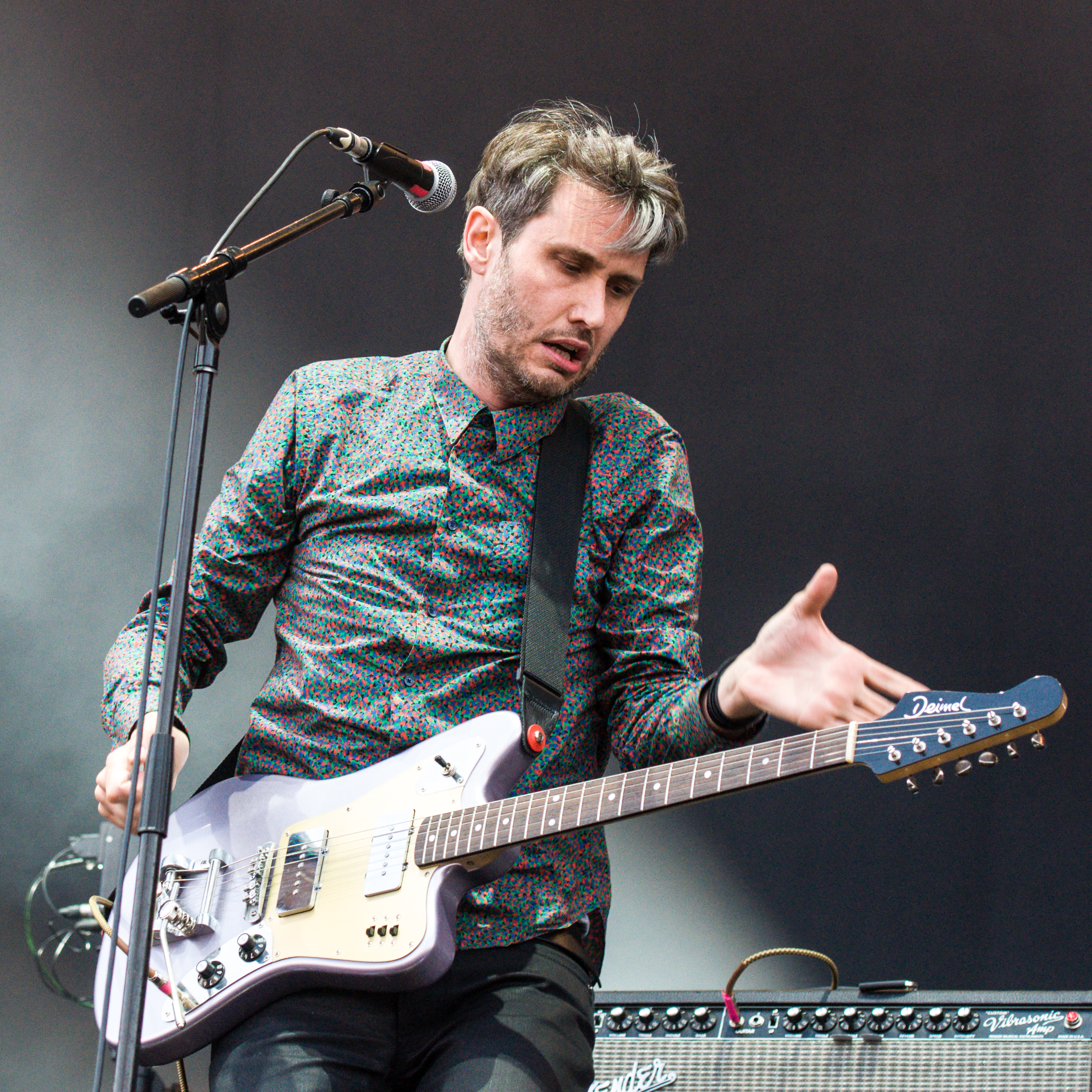
Mit Tocotronic bei Rock am Ring 2013

Dirk von Lowtzow [ˈloːtsoː] (* 21. März 1971 in Offenburg) ist ein deutscher Musiker, Schauspieler und Schriftsteller, der als Frontmann der Band Tocotronic bekannt wurde, in der er als Gitarrist, Sänger und Komponist auftritt.

## Werdegang
Dirk von Lowtzow begann im Alter von zwölf Jahren mit dem Gitarrespielen und trat mit diversen Schülerbands auf. Nachdem er in seiner Geburtsstadt Offenburg das Abitur abgelegt hatte, zog er 1993 nach Hamburg, wo er sich für ein Studium der Rechtswissenschaft einschrieb und im selben Jahr die Rockband Tocotronic gründete. Seit 2001 veröffentlicht er zudem zusammen mit Thies Mynther (Stella, Superpunk) Musik unter dem Namen Phantom/Ghost. Weiterhin lieh er Stücken von Sharon Stoned, Justus Köhncke, Tilman Rossmy und DJ Koze seine Stimme. 2003 veröffentlichte er für die Deutsche Grammophon das Hörbuch H.P. Lovecraft: Pickman’s Modell; Musik des Erich Zann.
Für das SWR2-Feature Das Geheimnis des geliehenen Geldes – Ermittlungen zur deutschen Staatsverschuldung von Jens Jarisch übernahm er den Part des Sprechers. Der am 13. März 2007 gesendete Beitrag enthält außerdem Musik von Tocotronic. 2007 erschien sein Buch Dekade bei der Galerie Buchholz. Es enthält eine Auswahl an Tocotronic-Texten, Fotos der Band sowie Bilder befreundeter Künstler. Die Auflage betrug 800 Exemplare. Dirk von Lowtzow ist Mitglied im Beirat der Zeitschrift Texte zur Kunst, für die er auch als Autor tätig ist. Außerdem unterstützt er die „Aktionswochen gegen Antisemitismus“ der Amadeu Antonio Stiftung. 2015 schrieb und arrangierte er die Musik zu René Polleschs Von einem, der auszog, weil er sich die Miete nicht mehr leisten konnte an der Volksbühne Berlin.
2016 coverte er zusammen mit der Band Beatsteaks den Stereolab-Song French Disko, das Cover fungiert als Titelsong für die Buchverfilmung von Tschick.
2019 veröffentlichte Dirk von Lowtzow sein erstes Buch Aus dem Dachsbau im Verlag Kiepenheuer & Witsch, das autobiographische Texte über seine Kinder- und Jugendzeit zu alphabetisch geordneten Stichworten enthält.
Dirk von Lowtzow wurde 2022 für sein Werk mit dem Literaturpreis der Stadt Wiesbaden ausgezeichnet. Er ist Mitgründer des PEN Berlin.
Von Lowtzow lebt seit 2003 in Berlin, seitdem ist er mit der Kamerafrau Jutta Pohlmann liiert.

## Gastauftritte
- 1994: Sing Sing von Blumfeld
- 1996: Never Dare To Ask mit Sharon Stoned
- 1997: Dieses gute wilde Leben mit Tilman Rossmy
- 1997: Can't get enough of your love, babe mit Elektrosushi
- 1999: Weiter mit Egoexpress
- 2001: Alle Menschen san ma zwider mit DJ DSL
- 2002: Mutter mit Parole Trixi
- 2002: Weil Du Mich Verstehst mit Justus Köhncke
- 2006: Internationale mit Fehlfarben
- 2010: Papierkrieg von Dendemann
- 2010: Lasst uns alle Juden sein von Oliver Polak mit Carsten „Erobique“ Meyer
- 2011: Preis dem Todesüberwinder von Michaela Meise
- 2011: Crying in the rain mit finn.
- 2012: Ich möchte Teil einer Jugendbewegung sein mit Oliver Polak
- 2013: Das Wort mit DJ Koze
- 2015: Was am Ende bleibt von Frittenbude
- 2016: French Disko von den Beatsteaks[10]
- 2017: Kind von Dillon
- 2019: Alles zieht vorbei von Fatoni
- 2019: Dunkles Kapitel von Max Herre, Fatoni, Sugar MMFK feat. Megaloh[11]
- 2020: Wind von Charlotte Brandi
- 2023: In dieser Zeit von Dota Kehr
- 2024: Ich leg mein Geld in Käse an von Die Mausis (Stella Sommer, Drangsal)
- 2024: Das ist die Kunst mit Die Quietschbeus

## Bücher
- Aus dem Dachsbau. Kiepenheuer & Witsch, Köln 2019, ISBN 978-3-462-05079-0.
- Ich tauche auf. Kiepenheuer & Witsch 2023, ISBN 978-3-46200-115-0.

## Hörbücher
- 2003: H.P. Lovecraft – Pickman's Modell/Die Musik des Erich Zann (CD)
- 2007: Septem sermones ad mortus (12″-Vinyl)
- 2011: Christian Kracht - Triptychon (Abschnitt: Faserland) (CD, limitiert)
- 2019: Aus dem Dachsbau (CD, Download) ISBN 978-3-8398-1690-5

## Hörspiele
- Letzte Lockerung – Das praktische Handbrevier von Walter Serner. Realisation: Zeitblom. Produktion: BR Hörspiel und Medienkunst 2012. Ursendung: 2. November 2012. Als Podcast/Download im BR Hörspiel Pool.[12]

## Filmografie
- 2015: Anhedonia – Narzissmus als Narkose, Regie: Patrick Siegfried Zimmer
- 2018: Der große Rudolph, Regie. Alexander Adolph[13]
- 2018: Styx (2018), Regie: Wolfgang Fischer
- 2022: Servus Papa, See You in Hell
- 2024: Hallo Spencer – Der Film (Fernsehfilm)